# Evolução do Colégio dos Cardeais sob o pontificado de Urbano VIII
Abaixo está a evolução do colégio de cardeais durante o pontificado de Urbano VIII e a subsequente vaga vaga .

## Composição para consistório
| Consistóro                    | 1623 | 1644 |
| ----------------------------- | ---- | ---- |
| Dezembro 1583                 | 1    |      |
| Consistórios de Gregório XIII | 1    |      |
| Dezembro 1587                 | 2    |      |
| Dezembro 1588                 | 1    |      |
| Consistórios de Sisto V       | 3    |      |
| Março 1591                    | 1    |      |
| Consistórios de Gregório XIV  | 1    |      |
| Junho 1596                    | 2    |      |
| Março 1599                    | 5    |      |
| Junho 1604                    | 6    |      |
| Consistórios de Clemente VIII | 13   |      |
| Julho 1605                    | 1    |      |
| Setembro 1606                 | 3    | 1    |
| Dezembro 1607                 | 1    | 1    |
| Novembro 1608                 | 3    | 1    |
| Agosto 1611                   | 7    | 2    |
| Dezembro 1615                 | 8    | 2    |
| Setembro 1616                 | 3    |      |
| Março 1618                    | 1    |      |
| Julho 1619                    | 1    |      |
| Janeiro 1621                  | 10   | 4    |
| Consistórios de Paulo V       | 38   | 11   |
| Fevereiro 1621                | 1    |      |
| Abril 1621                    | 4    |      |
| Julho 1621                    | 2    |      |
| Setembro 1622                 | 4    | 1    |
| Consistórios de Gregório XV   | 11   | 1    |
| Outubro 1623                  |      | 2    |
| Janeiro 1626                  |      | 6    |
| Agosto 1627                   |      | 4    |
| Novembro 1629                 |      | 5    |
| Novembro 1633                 |      | 5    |
| Dezembro 1641                 |      | 11   |
| Julho 1643                    |      | 17   |
| Consistórios de Urbano VIII   |      | 50   |
| Total                         | 67   | 62   |

## Evolução durante o pontificado
| Data                    | Evento                                                                        | Total |
| ----------------------- | ----------------------------------------------------------------------------- | ----- |
| 19 de julho 1623        | Abertura do Conclave de 1623                                                  | 67    |
| 6 de agosto de 1623     | Eleição papal do Cardeal Maffeo Barberini com o nome de Urbano VIII           | 66    |
| 12 de agosto de 1623    | Morte do Cardeal Stefano Pignatelli (78 anos)                                 | 65    |
| 19 de agosto de 1623    | Morte do Cardeal Giacomo Serra (53 anos)                                      | 64    |
| 24 de agosto de 1623    | Morte do Cardeal Antonmaria Sauli (82 anos)                                   | 63    |
| 1 de setembro de 1623   | Morte do Cardeal Marcantonio Gozzadini (49 anos)                              | 62    |
| 6 de setembro de 1623   | Morte do Cardeal Francesco Sacrati (56 anos)                                  | 61    |
| 30 de setembro de 1623  | Morte do Cardeal Cesare Gherardi (46 anos)                                    | 60    |
| 2 de outubro de 1623    | criação de 1 Cardeais                                                         | 61    |
| 2 de outubro de 1623    | Francesco Barberini                                                           | 61    |
| 25 de dezembro de 1623  | Morte do Cardeal Lucio Sanseverino (58 anos)                                  | 60    |
| 13 de março de 1624     | Morte do Cardeal Matteo Priuli (47 anos)                                      | 59    |
| 17 de março de 1624     | Morte do Cardeal Antonio Caetani (58 anos)                                    | 58    |
| 13 de maio de 1624      | Morte do Cardeal Alessandro d'Este (56 anos)                                  | 57    |
| 6 de julho de 1624      | Morte do Cardeal Ottavio Ridolfi (42 anos)                                    | 56    |
| 9 de setembro de 1624   | Morte do Cardeal Francesco Sforza (61 anos)                                   | 55    |
| 7 de outubro de 1624    | criação de 3 Cardeais                                                         | 58    |
| 7 de outubro de 1624    | Antonio Marcello Barberini, O.F.M.Cap.                                        | 58    |
| 7 de outubro de 1624    | Lorenzo Magalotti                                                             | 58    |
| 7 de outubro de 1624    | Pietro Maria Borghese                                                         | 58    |
| 17 de novembro de 1624  | Morte do Cardeal Fabrizio Veralli (64 anos)                                   | 57    |
| 17 de maio de 1625      | Morte do Cardeal Francisco Gómez de Sandoval y Rojas (72 anos)                | 56    |
| 19 de setembro de 1625  | Morte do Cardeal Eitel Frederico de Hohenzollern-Sigmaringen (42 anos)        | 55    |
| 19 de janeiro de 1626   | criação de 12 Cardeais + 3 In Pectores                                        | 67    |
| 19 de janeiro de 1626   | Luigi Caetani                                                                 | 67    |
| 19 de janeiro de 1626   | Denis-Simon de Marquemont                                                     | 67    |
| 19 de janeiro de 1626   | Ernest Adalbert von Harrach                                                   | 67    |
| 19 de janeiro de 1626   | Bernardino Spada                                                              | 67    |
| 19 de janeiro de 1626   | Laudivio Zacchia                                                              | 67    |
| 19 de janeiro de 1626   | Berlinghiero Gessi                                                            | 67    |
| 19 de janeiro de 1626   | Federico Baldissera Bartolomeo Cornaro                                        | 67    |
| 19 de janeiro de 1626   | Giulio Cesare Sacchetti                                                       | 67    |
| 19 de janeiro de 1626   | Giandomenico Spinola                                                          | 67    |
| 19 de janeiro de 1626   | Giacomo Cavalieri                                                             | 67    |
| 19 de janeiro de 1626   | Lelio Biscia                                                                  | 67    |
| 19 de janeiro de 1626   | Enrique de Guzmán Haros                                                       | 67    |
| 23 de janeiro de 1626   | Morte do Cardeal Decio Carafa (70 anos)                                       | 66    |
| 21 de fevereiro de 1626 | Morte do Cardeal Eduardo Farnésio (52 anos)                                   | 65    |
| 21 de junho de 1626     | Morte do Cardeal Enrique de Guzmán Haros (21 anos)                            | 64    |
| 29 de junho de 1626     | Morte do Cardeal Scipione Cobelluzzi (62 anos)                                | 63    |
| 22 de agosto de 1626    | Morte do Cardeal Alessandro Orsini (34 anos)                                  | 62    |
| 27 de agosto de 1626    | Morte do Cardeal Francesco Maria Bourbon del Monte Santa Maria (78 anos)      | 61    |
| 16 de setembro de 1626  | Morte do Cardeal Denis-Simon de Marquemont (583anos)                          | 60    |
| 3 de janeiro de 1627    | Morte do Cardeal Domenico Rivarola (52 anos)                                  | 59    |
| 7 de abril de 1627      | Morte do Cardeal Bonifazio Bevilacqua Aldobrandini (56 anos)                  | 58    |
| 30 de agosto de 1627    | criação de 4 Cardeais + 4 In Pectores + 3 Revelação In Pectore                | 65    |
| 30 de agosto de 1627    | Nicholas Francis, Duque de Lorena                                             | 65    |
| 30 de agosto de 1627    | Girolamo Vidoni                                                               | 65    |
| 30 de agosto de 1627    | Marzio Ginetti                                                                | 65    |
| 30 de agosto de 1627    | Fabrizio Verospi                                                              | 65    |
| 30 de agosto de 1627    | Gil Carrillo de Albornoz                                                      | 65    |
| 30 de agosto de 1627    | Pierre de Bérulle, C.O.                                                       | 65    |
| 30 de agosto de 1627    | Alessandro Cesarini, Jr.                                                      | 65    |
| 3 de novembro de 1627   | Morte do Cardeal Giovanni Battista Leni (54 anos)                             | 64    |
| 7 de fevereiro de 1628  | 2 Revelação In Pectore                                                        | 66    |
| 7 de fevereiro de 1628  | Antonio Barberini                                                             | 66    |
| 7 de fevereiro de 1628  | Girolamo Colonna                                                              | 66    |
| 8 de fevereiro de 1628  | Morte do Cardeal François d'Escoubleau de Sourdis (53 anos)                   | 65    |
| 28 de janeiro de 1629   | Morte do Cardeal Giacomo Cavalieri (63 anos)                                  | 64    |
| 9 de abril de 1629      | Morte do Cardeal Pietro Valier (78 anos)                                      | 63    |
| 1 de agosto de 1629     | Morte do Cardeal Ottavio Bandini (70 anos)                                    | 62    |
| 4 de agosto de 1629     | Morte do Cardeal Andrea Baroni Peretti Montalto (56 anos)                     | 61    |
| 14 de agosto de 1629    | Morte do Cardeal Carlo Gaudenzio Madruzzo (67 anos)                           | 60    |
| 2 de outubro de 1629    | Morte do Cardeal Pierre de Bérulle, C.O. (54 anos)                            | 58    |
| 2 de outubro de 1629    | Morte do Cardeal Giovanni Garzia Millini (67 anos)                            | 58    |
| 19 de novembro de 1629  | criação de 7 cardeais + 4 In Pectore + 2 Revelação In Pectore                 | 67    |
| 19 de novembro de 1629  | Giovanni Battista Pamphilj (Futuro Papa Inocêncio X)                          | 67    |
| 19 de novembro de 1629  | Giovanni Francesco Guidi di Bagno                                             | 67    |
| 19 de novembro de 1629  | Péter Pázmány, S.J.                                                           | 67    |
| 19 de novembro de 1629  | Antonio Santacroce                                                            | 67    |
| 19 de novembro de 1629  | Alphonse Louis de Plessis de Richelieu, O.Cart.                               | 67    |
| 19 de novembro de 1629  | Giovanni Battista Maria Pallotta                                              | 67    |
| 19 de novembro de 1629  | Gregorio Naro                                                                 | 67    |
| 19 de novembro de 1629  | Luca Antonio Virili                                                           | 67    |
| 19 de novembro de 1629  | Giangiacomo Teodoro Trivulzio                                                 | 67    |
| 12 de fevereiro de 1630 | Morte do Cardeal Gabriel Trejo Paniagua (68 anos)                             | 66    |
| 13 de julho de 1630     | Morte do Cardeal Giovanni Battista Deti (50 anos)                             | 65    |
| 15 de julho de 1630     | 1 Revelação In Pectore                                                        | 66    |
| 15 de julho de 1630     | Diego de Guzmán Haros                                                         | 66    |
| 18 de setembro de 1630  | Morte do Cardeal Melchior Klesl (77 anos)                                     | 65    |
| 21 de janeiro de 1631   | Morte do Cardeal Diego de Guzmán Haros (65 anos)                              | 64    |
| 22 de setembro de 1631  | Morte do Cardeal Frederico Borromeu (67 anos)                                 | 63    |
| 30 de outubro de 1632   | Morte do Cardeal Girolamo Vidoni (51 anos)                                    | 62    |
| 18 de novembro de 1632  | Morte do Cardeal Ludovico Ludovisi (37 anos)                                  | 61    |
| 20 de dezembro de 1632  | 1 Revelação In Pectore                                                        | 62    |
| 20 de dezembro de 1632  | Jan Olbracht Waza, S.J.                                                       | 62    |
| 2 de outubro de 1633    | Morte do Cardeal Scipione Caffarelli-Borghese (56 anos)                       | 61    |
| 28 de novembro de 1633  | Criação de 6 Cardeais + 1 In Pectore + 2 Revelação In Pectore                 | 69    |
| 28 de novembro de 1633  | Ciriaco Rocci                                                                 | 69    |
| 28 de novembro de 1633  | Cesare Monti                                                                  | 69    |
| 28 de novembro de 1633  | Francesco Maria Brancaccio                                                    | 69    |
| 28 de novembro de 1633  | Alessandro Bichi                                                              | 69    |
| 28 de novembro de 1633  | Ulderico Carpegna                                                             | 69    |
| 28 de novembro de 1633  | Stefano Durazzo                                                               | 69    |
| 28 de novembro de 1633  | Agostino Oreggi                                                               | 69    |
| 28 de novembro de 1633  | Benedetto Ubaldi                                                              | 69    |
| 8 de março de 1634      | Renuncia do Cardeal Nicolau II da Lorena                                      | 68    |
| 4 de junho de 1634      | Morte do Cardeal Luca Antonio Virili (65 anos)                                | 67    |
| 7 de agosto de 1634     | Morte do Cardeal Gregorio Naro (52 anos)                                      | 66    |
| 29 de dezembro de 1634  | Morte do Cardeal João Alberto Vasa, S.J. (22 anos)                            | 65    |
| 22 de abril de 1635     | Morte do Cardeal Roberto Ubaldini (53 anos)                                   | 64    |
| 27 de abril de 1635     | Morte do Cardeal Antonio Zapata y Cisneros (84 anos)                          | 63    |
| 12 de julho de 1635     | Morte do Cardeal Agostino Oreggi (58 anos)                                    | 62    |
| 14 de abril de 1636     | Morte do Cardeal Tiberio Muti (62 anos)                                       | 61    |
| 19 de setembro de 1636  | Morte do Cardeal Franz Seraph von Dietrichstein (66 anos)                     | 60    |
| 19 de março de 1637     | Morte do Cardeal Péter Pázmány, S.J. (66 anos)                                | 59    |
| 30 de março de 1637     | 1 Revelação In Pectore                                                        | 60    |
| 30 de março de 1637     | Marco Antonio Franciotti                                                      | 60    |
| 30 de agosto de 1637    | Morte do Cardeal Laudivio Zacchia (72 anos)                                   | 59    |
| 19 de setembro de 1637  | Morte do Cardeal Lorenzo Magalotti (53 anos)                                  | 58    |
| 19 de julho de 1638     | Morte do Cardeal Ippolito Aldobrandini (45 anos)                              | 57    |
| 19 de novembro de 1638  | Morte do Cardeal Lelio Biscia (63 anos)                                       | 56    |
| 27 de janeiro de 1639   | Morte do Cardeal Fabrizio Verospi (68 anos)                                   | 55    |
| 12 de março de 1639     | Morte do Cardeal Domenico Ginnasi (87 anos)                                   | 54    |
| 6 de abril de 1639      | Morte do Cardeal Berlinghiero Gessi (75 anos)                                 | 53    |
| 21 de agosto de 1639    | Morte do Cardeal Desiderio Scaglia, O.P. (72 anos)                            | 52    |
| 6 de Setembro de 1639   | Morte do Cardeal Agostino Galamini, O.P. (86 anos)                            | 51    |
| 27 de setembro de 1639  | Morte do Cardeal Louis de Nogaret de La Valette (46 anos)                     | 50    |
| 24 de janeiro de 1641   | Morte do Cardeal Felice Centini, O.F.M.Conv. (79 anos)                        | 49    |
| 1 de junho de 1641      | Morte do Cardeal Carlos Emanuel Pio de Saboia (56 anos)                       | 48    |
| 24 de julho de 1641     | Morte do Cardeal Giovanni Francesco Guidi di Bagno (62 anos)                  | 47    |
| 9 de novembro de 1641   | Morte do Cardeal Fernando da Áustria (31 anos)                                | 46    |
| 25 de novembro de 1641  | Morte do Cardeal Antonio Santacroce (43 anos)                                 | 45    |
| 9 de dezembro de 1641   | Morte do Cardeal Francesco Boncompagni (49 anos)                              | 44    |
| 16 de dezembro de 1641  | Criação de 12 Cardeais                                                        | 56    |
| 16 de dezembro de 1641  | Francesco Maria Macchiavelli                                                  | 56    |
| 16 de dezembro de 1641  | Ascanio Filomarino                                                            | 56    |
| 16 de dezembro de 1641  | Marcantonio Bragadin                                                          | 56    |
| 16 de dezembro de 1641  | Ottaviano Raggi                                                               | 56    |
| 16 de dezembro de 1641  | Pierdonato Cesi, Jr                                                           | 56    |
| 16 de dezembro de 1641  | Girolamo Verospi                                                              | 56    |
| 16 de dezembro de 1641  | Vincenzo Maculani, O.P.                                                       | 56    |
| 16 de dezembro de 1641  | Francesco Peretti di Montalto                                                 | 56    |
| 16 de dezembro de 1641  | Giulio Gabrielli                                                              | 56    |
| 16 de dezembro de 1641  | Giulio Raimondo Mazzarini                                                     | 56    |
| 16 de dezembro de 1641  | Virginio Orsini                                                               | 56    |
| 16 de dezembro de 1641  | Reinaldo d'Este                                                               | 56    |
| 15 de abril de 1642     | Morte do Cardeal Luigi Caetani (46 anos)                                      | 55    |
| 1 de maio de 1642       | Morte do Cardeal Cosimo de Torres (58 anos)                                   | 54    |
| 15 de junho de 1642     | Morte do Cardeal Pietro Maria Borghese (43 anos)                              | 53    |
| 19 de novembro de 1642  | Morte do Cardeal Giovanni Doria (69 anos)                                     | 52    |
| 4 de dezembro de 1642   | Morte do Cardeal Armand Jean du Plessis de Richelieu (57 anos)                | 51    |
| 4 de fevereiro de 1643  | Morte do Cardeal Pietro Campori (90 anos)                                     | 50    |
| 13 de abril de 1643     | Renuncia do Cardeal Maurício de Sabóia                                        | 49    |
| 13 de julho de 1643     | Criação de 15 Cardeais + 2 In Pectore                                         | 64    |
| 13 de julho de 1643     | Giovanni Giacomo Panciroli                                                    | 64    |
| 13 de julho de 1643     | Fausto Poli                                                                   | 64    |
| 13 de julho de 1643     | Lelio Falconieri                                                              | 64    |
| 13 de julho de 1643     | Gaspare Mattei                                                                | 64    |
| 13 de julho de 1643     | Cesare Facchinetti                                                            | 64    |
| 13 de julho de 1643     | Girolamo Grimaldi-Cavalleroni                                                 | 64    |
| 13 de julho de 1643     | Carlo Rossetti                                                                | 64    |
| 13 de julho de 1643     | Giovanni Battista Altieri                                                     | 64    |
| 13 de julho de 1643     | Mario Theodoli                                                                | 64    |
| 13 de julho de 1643     | Francesco Angelo Rapaccioli                                                   | 64    |
| 13 de julho de 1643     | Francesco Adriano Ceva                                                        | 64    |
| 13 de julho de 1643     | Vincenzo Costaguti                                                            | 64    |
| 13 de julho de 1643     | Giovanni Stefano Donghi                                                       | 64    |
| 13 de julho de 1643     | Paolo Emilio Rondinini                                                        | 64    |
| 13 de julho de 1643     | Angelo Giori                                                                  | 64    |
| 14 de dezembro de 1643  | 2 Revelação In Pectore                                                        | 66    |
| 14 de dezembro de 1643  | Juan de Lugo y de Quiroga, S.J.                                               | 66    |
| 14 de dezembro de 1643  | Achille d' Etampes de Valençay,                                               | 66    |
| 31 de dezembro de 1643  | Morte do Cardeal Ottaviano Raggi (51 anos)                                    | 65    |
| 18 de janeiro de 1644   | Morte do Cardeal Benedetto Ubaldi (56 anos)                                   | 64    |
| 25 de janeiro de 1644   | Morte do Cardeal Alessandro Cesarini (52 anos)                                | 63    |
| 9 de julho de 1644      | Morte do Cardeal Giulio Savelli (70 anos)                                     | 62    |
| 29 de julho de 1644     | Morte do Papa Urbano VIII (80 anos)                                           | 62    |
| 9 de agosto 1644        | Abertura do Conclave de 1644                                                  | 62    |
| 7 de setembro de 1644   | Morte do Cardeal Guido Bentivoglio (66 anos)                                  | 61    |
| 15 de setembro de 1644  | Eleição papal do Cardeal Giovanni Battista Pamphilj com o nome de Inocêncio X | 60    |